# ACM International Collegiate Programming Contest

Logo dell'ACM-ICPC

L'ACM International Collegiate Programming Contest, abbreviato ACM-ICPC o ICPC, è la più antica e prestigiosa gara internazionale di programmazione per studenti universitari (programmazione competitiva nella fattispecie). L'iniziativa, patrocinata dalla Association for Computing Machinery (ACM), è sponsorizzata da IBM.

## Storia
La manifestazione trae origine dalle competizioni tenute all'interno della Texas A&M University negli anni '70. A partire dal 1989, la sede centrale si trova presso l'Università di Baylor e sono state create sedi periferiche presso università di altri continenti al fine di coordinare le gare nel resto del mondo. L'ACM-ICPC è sempre stata caratterizzata da una crescita costante in termini di partecipanti e attualmente coinvolge circa duemila università.

## Regolamento
La gara annuale ha inizio con una fase eliminatoria continentale, in cui ogni università può inviare una o più squadre di tre studenti. Successivamente, le squadre classificate nei migliori piazzamenti continentali si affronteranno nella finale mondiale. I problemi propongono argomenti estratti da tutta la branca degli algoritmi, e possono essere risolti utilizzando un linguaggio di programmazione a scelta tra C, C++, Java e Python (anche se non è garantito che ogni problema sia risolvibile in Python). Il Pascal, usato in passato, è stato abbandonato.
Qualunque studente, ricercatore, docente, professionista del settore o appassionato della materia, può anche sottoporre fuori concorso la propria soluzione ai problemi delle passate finali. Le migliori soluzioni, ordinate in base al tempo di esecuzione e alla data di invio, vengono inserite all'interno della classifica internazionale relativa a ciascun problema. In caso di risposta non esatta, un messaggio automatico comunicherà il tipo di errore (output non corretto, programma che non termina, compilazione non andata a buon fine, uso eccessivo di memoria RAM ecc.).

## Risultati italiani a squadre
Gli stati dell'Europa sud-occidentale partecipano a una gara a squadre (SWERC) a cui è possibile prendere parte senza selezioni preliminari. Per accedere alla fase successiva è necessario classificarsi ai primi due posti (talvolta può bastare il terzo). Le uniche università italiane ad aver partecipato alle finali mondiali sono:
- Scuola Normale Superiore nel 2018[1] e nel 2019[2]
- Università degli Studi di Milano nel 2020[3]
- Università di Pisa nel 2023[4] e nel 2025

Non è prevista la partecipazione individuale alle gare. Tuttavia, è possibile risolvere gli stessi problemi, fuori concorso, su alcuni siti web dedicati alla programmazione competitiva.

## Albo d'oro
| Vittorie totali | Nome                                                                                              | Vittoria più recente |
| --------------- | ------------------------------------------------------------------------------------------------- | -------------------- |
| 7               | Università Nazionale di Ricerca in Tecnologie Informatiche, Meccanica e Ottica di San Pietroburgo | 2017                 |
| 4               | Università Statale di San Pietroburgo                                                             | 2016                 |
| 3               | Università Jiao Tong di Shanghai                                                                  | 2010                 |
| 3               | Università di Stanford                                                                            | 1991                 |
| 2               | Università di Varsavia                                                                            | 2007                 |
| 2               | Università di Waterloo                                                                            | 1999                 |
| 2               | California Institute of Technology                                                                | 1988                 |
| 2               | Università Washington a Saint Louis                                                               | 1980                 |

| Anno | Università                                                                                        | Stato         |
| ---- | ------------------------------------------------------------------------------------------------- | ------------- |
| 2018 | Università Statale di Mosca                                                                       | Russia        |
| 2017 | Università Nazionale di Ricerca in Tecnologie Informatiche, Meccanica e Ottica di San Pietroburgo | Russia        |
| 2016 | Università Statale di San Pietroburgo                                                             | Russia        |
| 2015 | Università Nazionale di Ricerca in Tecnologie Informatiche, Meccanica e Ottica di San Pietroburgo | Russia        |
| 2014 | Università Statale di San Pietroburgo                                                             | Russia        |
| 2013 | Università Nazionale di Ricerca in Tecnologie Informatiche, Meccanica e Ottica di San Pietroburgo | Russia        |
| 2012 | Università Nazionale di Ricerca in Tecnologie Informatiche, Meccanica e Ottica di San Pietroburgo | Russia        |
| 2011 | Università di Zhejiang                                                                            | Cina          |
| 2010 | Università Jiao Tong di Shanghai                                                                  | Cina          |
| 2009 | Università Nazionale di Ricerca in Tecnologie Informatiche, Meccanica e Ottica di San Pietroburgo | Russia        |
| 2008 | Università Nazionale di Ricerca in Tecnologie Informatiche, Meccanica e Ottica di San Pietroburgo | Russia        |
| 2007 | Università di Varsavia                                                                            | Polonia       |
| 2006 | Università Statale di Saratov                                                                     | Russia        |
| 2005 | Università Jiao Tong di Shanghai                                                                  | Cina          |
| 2004 | Università Nazionale di Ricerca in Tecnologie Informatiche, Meccanica e Ottica di San Pietroburgo | Russia        |
| 2003 | Università di Varsavia                                                                            | Polonia       |
| 2002 | Università Jiao Tong di Shanghai                                                                  | Cina          |
| 2001 | Università Statale di San Pietroburgo                                                             | Russia        |
| 2000 | Università Statale di San Pietroburgo                                                             | Russia        |
| 1999 | Università di Waterloo                                                                            | Canada        |
| 1998 | Università Carolina di Praga                                                                      | Rep. Ceca     |
| 1997 | Harvey Mudd College                                                                               | Stati Uniti   |
| 1996 | Università della California - Berkeley                                                            | Stati Uniti   |
| 1995 | Università di Friburgo in Brisgovia                                                               | Germania      |
| 1994 | Università di Waterloo                                                                            | Canada        |
| 1993 | Università di Harvard                                                                             | Stati Uniti   |
| 1992 | Università di Melbourne                                                                           | Australia     |
| 1991 | Università di Stanford                                                                            | Stati Uniti   |
| 1990 | Università di Otago                                                                               | Nuova Zelanda |
| 1989 | Università della California, Los Angeles                                                          | Stati Uniti   |
| 1988 | California Institute of Technology                                                                | Stati Uniti   |
| 1987 | Università di Stanford                                                                            | Stati Uniti   |
| 1986 | California Institute of Technology                                                                | Stati Uniti   |
| 1985 | Università di Stanford                                                                            | Stati Uniti   |
| 1984 | Johns Hopkins University                                                                          | Stati Uniti   |
| 1983 | Università del Nebraska                                                                           | Stati Uniti   |
| 1982 | Università di Baylor                                                                              | Stati Uniti   |
| 1981 | Università di Scienza e Tecnologia del Missouri                                                   | Stati Uniti   |
| 1980 | Università Washington a Saint Louis                                                               | Stati Uniti   |
| 1979 | Università Washington a Saint Louis                                                               | Stati Uniti   |
| 1978 | Massachusetts Institute of Technology                                                             | Stati Uniti   |
| 1977 | Università statale del Michigan                                                                   | Stati Uniti   |

| Numero di vittorie | Stato         | Vittoria più recente |
| ------------------ | ------------- | -------------------- |
| 17                 | Stati Uniti   | 1997                 |
| 13                 | Russia        | 2018                 |
| 4                  | Cina          | 2011                 |
| 2                  | Polonia       | 2007                 |
| 2                  | Canada        | 1999                 |
| 1                  | Rep. Ceca     | 1998                 |
| 1                  | Germania      | 1995                 |
| 1                  | Australia     | 1992                 |
| 1                  | Nuova Zelanda | 1990                 |